# 布拉勒
布拉勒（法語：Brasles，法語發音：[bʁal]）是法国上法蘭西大區埃纳省的一个市镇，属于蒂耶里堡区。

## 地理
布拉勒（49°2'57"N, 3°25'40"E）面积7.45 平方千米，位于法国上法蘭西大區埃纳省，该省份为法国北部内陆省份，北起北部省，西接索姆省和瓦兹省，东临阿登省和马恩省，西南至塞纳-马恩省，东北部与比利时接壤。
与布拉勒接壤的市镇（或旧市镇、城区）包括：布莱姆、蒂耶里堡、谢里、格朗、韦尔迪伊。

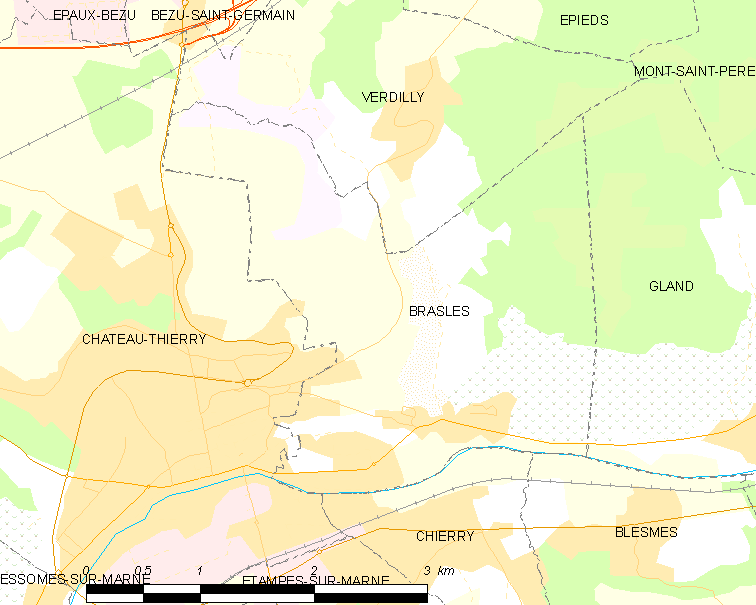
布拉勒的OSM定位图

布拉勒的时区为UTC+01:00、UTC+02:00（夏令时）。

## 行政
布拉勒的邮政编码为02400，INSEE市镇编码为02114。

## 政治
布拉勒所属的省级选区为蒂耶里堡县。

## 人口

1962-2008年间布拉勒人口变化图示

布拉勒于2022年1月1日时的人口数量为1711人。